# Aeletes zimmermani
Aeletes zimmermani är en skalbaggsart som beskrevs av Yélamos 1998. Aeletes zimmermani ingår i släktet Aeletes och familjen stumpbaggar. Inga underarter finns listade i Catalogue of Life.